# Idrossido di rubidio
L'idrossido di rubidio è una base forte.
L'idrossido di rubidio non esiste in natura. Tuttavia può essere ottenuto dalla sintesi attraverso l'ossido di rubidio. È disponibile in commercio in forma di soluzione acquosa.
È un composto molto corrosivo, l'utilizzo in sicurezza richiede indumenti protettivi adatti (come i guanti) e protezioni degli occhi e del viso.

## Sintesi
L'idrossido di rubidio può essere sintetizzato dissolvendo l'ossido di rubidio in acqua:
Rb2O(s) + H2O(l) → 2RbOH(aq)

## Usi
L'idrossido di rubidio è raramente utilizzato in processi industriali, in quanto i ben più economici idrossido di potassio e idrossido di sodio sono in grado di eseguire quasi tutte le sue reazioni in modo meno violento e quindi più sicuro.
È usato nella ricerca scientifica molto attentamente per evitare perdite del costoso elemento e viene raramente utilizzato nella normale gestione dei processi industriali.

## Sicurezza
L'idrossido di rubidio è un composto corrosivo che causa immediate ustioni al contatto con la pelle.
Inoltre, esperimenti chimici condotti con questo composto devono essere effettuati con estrema cautela a causa della grande quantità di calore liberato in reazioni esotermiche.